# Kiama
Kiama är en ort i Australien. Den ligger i kommunen Kiama och delstaten New South Wales, i den sydöstra delen av landet, omkring 96 kilometer söder om delstatshuvudstaden Sydney. Antalet invånare är 12 286.
Kiama är det största samhället i trakten. 
Genomsnittlig årsnederbörd är 1 352 millimeter. Den regnigaste månaden är februari, med i genomsnitt 211 mm nederbörd, och den torraste är juli, med 36 mm nederbörd.